# America's Best Dance Crew
America's Best Dance Crew（アメリカズ ベスト ダンス クルー）は、2008年からMTVで放送されているアメリカ合衆国のテレビ番組で、全米規模で行なわれるストリートダンスバトル番組である。視聴者参加型の公開オーディション番組となっている。

## 番組概要
略称はABDCである。
9つのダンスクルー（チーム）が技を競い、視聴者の投票によって毎週1クルーずつ脱落していき、最後に残ったクルーが「Best Dance Crew」の称号を
得ることができる。優勝賞金は10万ドル。
アメリカン・アイドルの審査員で知られるランディ・ジャクソンがプロデュースする番組。
シーズン4まで審査員を務めた振付師のシェーン・スパークス(Shane Sparks)が、児童虐待で逮捕されるという事件が起きたことから番組を降板。
その穴を埋める形でシーズン5よりオマリオンがジャッジを務めることになった。
また、シーズン1で優勝したJabbaWockeeZの仮面など、各クルーの個性的なファッションや振り付けも注目をされる。

## 司会者と審査員

### 審査員
- リル・ママ(女性ラッパー)
- JC・シャゼイ（男性ポップ・グループインシンクのメンバー）
- Dトリックス(男性ダンサー、シーズン3で優勝したクエスト・クルーのメンバーでもあった)

### 過去の審査員
- シェーン・スパークス（ヒップホップダンスの振付師、シーズン1から4まで審査）
- オマリオン(歌手、シーズン5で審査)

### 司会
- マリオ・ロペス（Mario Lopez）

### 特派員
- レイラ・ケイリー

## 過去のシーズン

### シーズン1 (2008)
- 優勝： JabbaWockeeZ(ジャバウォッキーズ)
- 準優勝： Status Quo(ステータス・クオ)
- 3位： Kaba Modern(カバ・モダン)

### シーズン2 (2008)
- 優勝： Super Cr3w(スーパー・クルー)
- 準優勝： SoReal Cru(ソーリアル・クルー)
- 3位： Fanny Pak(ファニー・パック)

### シーズン3 (2009)
- 優勝： Quest Crew(クエスト・クルー)
- 準優勝： Beat Freaks(ビート・フリークス)
- 3位： Fly Khicks(フライ・キックス)

### シーズン4 (2009)
- 優勝： We Are Heroes(ウィー・ア・ヒーローズ)
- 準優勝： Afroboriké(アフロボリケ)
- 3位： Massive Monkees(マッシブ・モンキーズ)

### シーズン5 (2010)
- 優勝：Poreotics (ポレオティクス)
- 準優勝：Blueprint Cru(ブループリント・クルー)
- 3位：Hype 5-0(ハイプ5-0)

### シーズン6 (2011)
- 優勝：I aM mE (アイ・アム・ミー)
- 準優勝：ICONic Boyz(アイコニック・ボーイズ)
- 3位：Phunk Phenomenon(ファンク・フェノメノン)